# Rebekkah Brunson
Rebekkah Brunson (Washington D. C., 11 de diciembre de 1981) es una entrenadora y exbaloncestista estadounidense de la Women's National Basketball Association (WNBA) que ocupaba la posición de alero. Fue reclutada por los Sacramento Monarchs en la primera ronda del Draft de la WNBA de 2004.
Fue parte del equipo estadounidense de baloncesto que se alzó con la medalla de plata en los Juegos Panamericanos de Santo Domingo 2003. Además, se alzó campeona en la WNBA durante cinco temporadas (2005, 2011, 2013, 2015 y 2017) y fue parte del All-Star Game de la WNBA en 2007, 2011 y 2013 y 2017

## Estadísticas

### Totales
| Año                                                                                              | Equipo | J   | JI  | MJ   | TC   | ITC  | TC%  | 3P | 3PA | 3P%   | 2P   | 2PA  | 2P%  | TL  | ITL  | TL%  | RBO  | RBD  | RBT  | AST | STL | BLK | TOV | PF  | PTS  |
| ------------------------------------------------------------------------------------------------ | ------ | --- | --- | ---- | ---- | ---- | ---- | -- | --- | ----- | ---- | ---- | ---- | --- | ---- | ---- | ---- | ---- | ---- | --- | --- | --- | --- | --- | ---- |
| 2004                                                                                             | SAC    | 34  | 1   | 494  | 59   | 140  | .421 | 0  | 0   |       | 59   | 140  | .421 | 33  | 46   | .717 | 42   | 80   | 122  | 19  | 23  | 13  | 29  | 48  | 151  |
| 2005                                                                                             | SAC    | 34  | 16  | 722  | 105  | 246  | .427 | 0  | 0   |       | 105  | 246  | .427 | 55  | 92   | .598 | 75   | 112  | 187  | 16  | 28  | 15  | 42  | 61  | 265  |
| 2006                                                                                             | SAC    | 34  | 14  | 597  | 94   | 204  | .461 | 0  | 0   |       | 94   | 204  | .461 | 44  | 75   | .587 | 77   | 114  | 191  | 17  | 21  | 15  | 40  | 65  | 232  |
| 2007 ★                                                                                           | SAC    | 33  | 29  | 932  | 141  | 298  | .473 | 0  | 4   | .000  | 141  | 294  | .480 | 96  | 140  | .686 | 130  | 165  | 295  | 24  | 44  | 31  | 58  | 78  | 378  |
| 2008                                                                                             | SAC    | 30  | 30  | 779  | 135  | 270  | .500 | 0  | 0   |       | 135  | 270  | .500 | 57  | 85   | .671 | 87   | 126  | 213  | 13  | 36  | 20  | 51  | 82  | 327  |
| 2009                                                                                             | SAC    | 27  | 17  | 665  | 124  | 255  | .486 | 0  | 1   | .000  | 124  | 254  | .488 | 83  | 106  | .783 | 67   | 123  | 190  | 9   | 40  | 16  | 45  | 57  | 331  |
| 2010                                                                                             | MIN    | 30  | 30  | 915  | 117  | 273  | .429 | 0  | 1   | .000  | 117  | 272  | .430 | 106 | 160  | .663 | 120  | 190  | 310  | 23  | 36  | 29  | 49  | 91  | 340  |
| 2011 ★                                                                                           | MIN    | 34  | 34  | 938  | 137  | 268  | .511 | 0  | 0   |       | 137  | 268  | .511 | 74  | 111  | .667 | 96   | 205  | 301  | 40  | 28  | 18  | 51  | 72  | 348  |
| 2012                                                                                             | MIN    | 31  | 31  | 837  | 138  | 273  | .505 | 0  | 0   |       | 138  | 273  | .505 | 76  | 112  | .679 | 108  | 169  | 277  | 37  | 37  | 29  | 40  | 71  | 352  |
| 2013 ★                                                                                           | MIN    | 33  | 33  | 965  | 147  | 296  | .497 | 1  | 1   | 1.000 | 146  | 295  | .495 | 56  | 88   | .636 | 89   | 205  | 294  | 50  | 42  | 29  | 39  | 70  | 351  |
| 2014                                                                                             | MIN    | 11  | 11  | 302  | 32   | 81   | .395 | 0  | 0   |       | 32   | 81   | .395 | 15  | 21   | .714 | 27   | 63   | 90   | 17  | 3   | 8   | 10  | 20  | 79   |
| 2015                                                                                             | MIN    | 34  | 34  | 947  | 105  | 231  | .455 | 1  | 4   | .250  | 104  | 227  | .458 | 54  | 65   | .831 | 87   | 188  | 275  | 62  | 37  | 28  | 53  | 72  | 265  |
| Car                                                                                              |        | 365 | 280 | 9093 | 1334 | 2835 | .471 | 2  | 11  | .182  | 1332 | 2824 | .472 | 749 | 1101 | .680 | 1005 | 1740 | 2745 | 327 | 375 | 251 | 507 | 787 | 3419 |
| Notas: J=Juegos; JI=Juegos iniciales; MJ=Minutos jugados; ITC=Intentos de TC; ITL=Intentos de TL |        |     |     |      |      |      |      |    |     |       |      |      |      |     |      |      |      |      |      |     |     |     |     |     |      |

### Por juego
| Año                                                                                              | Equipo | J   | JI  | MJ   | TC  | ITC | TC%  | 3P  | 3PA | 3P%   | 2P  | 2PA | 2P%  | TL  | ITL | TL%  | RBO | RBD | RBT  | AST | STL | BLK | TOV | PF  | PTS  |
| ------------------------------------------------------------------------------------------------ | ------ | --- | --- | ---- | --- | --- | ---- | --- | --- | ----- | --- | --- | ---- | --- | --- | ---- | --- | --- | ---- | --- | --- | --- | --- | --- | ---- |
| 2004                                                                                             | SAC    | 34  | 1   | 14.5 | 1.7 | 4.1 | .421 | 0.0 | 0.0 |       | 1.7 | 4.1 | .421 | 1.0 | 1.4 | .717 | 1.2 | 2.4 | 3.6  | 0.6 | 0.7 | 0.4 | 0.9 | 1.4 | 4.4  |
| 2005                                                                                             | SAC    | 34  | 16  | 21.2 | 3.1 | 7.2 | .427 | 0.0 | 0.0 |       | 3.1 | 7.2 | .427 | 1.6 | 2.7 | .598 | 2.2 | 3.3 | 5.5  | 0.5 | 0.8 | 0.4 | 1.2 | 1.8 | 7.8  |
| 2006                                                                                             | SAC    | 34  | 14  | 17.6 | 2.8 | 6.0 | .461 | 0.0 | 0.0 |       | 2.8 | 6.0 | .461 | 1.3 | 2.2 | .587 | 2.3 | 3.4 | 5.6  | 0.5 | 0.6 | 0.4 | 1.2 | 1.9 | 6.8  |
| 2007                                                                                             | SAC    | 33  | 29  | 28.2 | 4.3 | 9.0 | .473 | 0.0 | 0.1 | .000  | 4.3 | 8.9 | .480 | 2.9 | 4.2 | .686 | 3.9 | 5.0 | 8.9  | 0.7 | 1.3 | 0.9 | 1.8 | 2.4 | 11.5 |
| 2008                                                                                             | SAC    | 30  | 30  | 26.0 | 4.5 | 9.0 | .500 | 0.0 | 0.0 |       | 4.5 | 9.0 | .500 | 1.9 | 2.8 | .671 | 2.9 | 4.2 | 7.1  | 0.4 | 1.2 | 0.7 | 1.7 | 2.7 | 10.9 |
| 2009                                                                                             | SAC    | 27  | 17  | 24.6 | 4.6 | 9.4 | .486 | 0.0 | 0.0 | .000  | 4.6 | 9.4 | .488 | 3.1 | 3.9 | .783 | 2.5 | 4.6 | 7.0  | 0.3 | 1.5 | 0.6 | 1.7 | 2.1 | 12.3 |
| 2010                                                                                             | MIN    | 30  | 30  | 30.5 | 3.9 | 9.1 | .429 | 0.0 | 0.0 | .000  | 3.9 | 9.1 | .430 | 3.5 | 5.3 | .663 | 4.0 | 6.3 | 10.3 | 0.8 | 1.2 | 1.0 | 1.6 | 3.0 | 11.3 |
| 2011                                                                                             | MIN    | 34  | 34  | 27.6 | 4.0 | 7.9 | .511 | 0.0 | 0.0 |       | 4.0 | 7.9 | .511 | 2.2 | 3.3 | .667 | 2.8 | 6.0 | 8.9  | 1.2 | 0.8 | 0.5 | 1.5 | 2.1 | 10.2 |
| 2012                                                                                             | MIN    | 31  | 31  | 27.0 | 4.5 | 8.8 | .505 | 0.0 | 0.0 |       | 4.5 | 8.8 | .505 | 2.5 | 3.6 | .679 | 3.5 | 5.5 | 8.9  | 1.2 | 1.2 | 0.9 | 1.3 | 2.3 | 11.4 |
| 2013                                                                                             | MIN    | 33  | 33  | 29.2 | 4.5 | 9.0 | .497 | 0.0 | 0.0 | 1.000 | 4.4 | 8.9 | .495 | 1.7 | 2.7 | .636 | 2.7 | 6.2 | 8.9  | 1.5 | 1.3 | 0.9 | 1.2 | 2.1 | 10.6 |
| 2014                                                                                             | MIN    | 11  | 11  | 27.5 | 2.9 | 7.4 | .395 | 0.0 | 0.0 |       | 2.9 | 7.4 | .395 | 1.4 | 1.9 | .714 | 2.5 | 5.7 | 8.2  | 1.5 | 0.3 | 0.7 | 0.9 | 1.8 | 7.2  |
| 2015                                                                                             | MIN    | 34  | 34  | 27.9 | 3.1 | 6.8 | .455 | 0.0 | 0.1 | .250  | 3.1 | 6.7 | .458 | 1.6 | 1.9 | .831 | 2.6 | 5.5 | 8.1  | 1.8 | 1.1 | 0.8 | 1.6 | 2.1 | 7.8  |
| Car                                                                                              |        | 365 | 280 | 24.9 | 3.7 | 7.8 | .471 | 0.0 | 0.0 | .182  | 3.6 | 7.7 | .472 | 2.1 | 3.0 | .680 | 2.8 | 4.8 | 7.5  | 0.9 | 1.0 | 0.7 | 1.4 | 2.2 | 9.4  |
| Notas: J=Juegos; JI=Juegos iniciales; MJ=Minutos jugados; ITC=Intentos de TC; ITL=Intentos de TL |        |     |     |      |     |     |      |     |     |       |     |     |      |     |     |      |     |     |      |     |     |     |     |     |      |

## Vida personal
Rebekkah Brunson y su esposa Bobbi Jo Lamar Brunson tuvieron a su hijo Graham Matteo Lamar Brunson el 29 de septiembre de 2018.